# Harry Broome (cầu thủ bóng đá)
Harry Broome (16 tháng 4 năm 1904–1961) là một cầu thủ bóng đá người Anh thi đấu cho Accrington Stanley, Crewe Alexandra và Mansfield Town.